# カオトロピック
カオトロピック（英: chaotropic, chaotrope）とは、水分子間の相互作用を減少させ、それによる構造を不安定化させる物質のことである。即ち、水のエントロピーを増大させるような溶質のことである。
これらの中には、タンパク質間、水素結合、ファン・デル・ワールス力や疎水結合などに影響を与えることにより、その分子構造を不安定化するものもある。対立概念はコスモトロピックである。
代表的なカオトロピック試薬としては、グアニジニウムイオン、尿素、ヨウ化物イオンなどがあり、これらはタンパク質や核酸の変性剤、あるいはアガロースゲルの溶解剤などとして利用される。
水和による自由エネルギー変化が大きい方がカオトロピック性が大きい傾向があり、イオン性物質のカオトロピック性の傾向は塩析の起きやすさを表すホフマイスター系列（離液系列）とほぼ逆の関係になる。